# 長沼範良
長沼 範良（ながぬま のりよし、1955年 - ）は、日本の法学者。専門は刑事訴訟法。松尾浩也に師事。
群馬県出身。成蹊大学講師、金沢大学助教授、成蹊大学教授、上智大学法科大学院院長を経て、上智大学大学院法学研究科教授。司法試験考査委員（刑事訴訟法）。

## 経歴
- 1974年 群馬県立前橋高等学校卒業
- 1978年 東京大学法学部卒業
- 1993年 金沢大学法学部教授
- 1996年 成蹊大学法学部教授
- 2004年 上智大学大学院法学研究科教授
- 2008年 早稲田大学大学院法務研究科上智大学法科大学院長を11月20日付で辞職
- 以降上智大学法科大学院教授を務める

## 不適切事案
【事案の概要】 上智大学法科大学院長かつ早稲田非常勤の長沼教授（刑訴法）が、早稲田法科大学院未修女子に対し、 大学院定期試験終了後の平成20年2月18日、歌舞伎町付近のバーからの帰り道において、 「人のいないところで今後の話がしたい」「考査委員の私があたなを指導するメリットは大きいと思う」 などと申し向け、同女をラブホテルに誘った。これに対し、同女は 「どんな話をするか聞いてみたい」「変な雰囲気になればすぐ出ればいい」 との思いから、氏の誘いに応じてホテル４階の一室に入室。 同部屋において、長沼氏は、同女に対し、「ごめんね、ごめんね」などと申し向けつつ、 同女を強いて姦淫しようとしたという。 なお、長沼氏からは、同女に対する謝罪文、同女のブラジャーとコートが提出されている。 長沼氏は文春側の取材に対し、学生とラブホテルにいたことは認め、合意があったとして 強いて姦淫した点については否認している。 その後、長沼氏は嫌疑不十分で不起訴。

## 著書
- 井上正仁、酒巻匡、大澤裕、川出敏裕他共著『ケースブック刑事訴訟法』有斐閣、2004年。ISBN 4-641-04218-7。
  - 井上正仁、酒巻匡、大澤裕、川出敏裕他共著『ケースブック刑事訴訟法 第2版』有斐閣、2006年。ISBN 4-641-04235-7。
- 酒巻匡、田中開、大澤裕、佐藤隆之共著『演習刑事訴訟法』有斐閣、2005年。ISBN 4-641-04224-1。
- 寺崎嘉博、田中開共著『刑事訴訟法』有斐閣（有斐閣アルマ）、2001年。ISBN 4-641-12099-4。
  - 寺崎嘉博、田中開共著『刑事訴訟法 第3版』有斐閣（有斐閣アルマ）、2008年。ISBN 978-4-641-12361-8。
  - 寺崎嘉博、田中開共著『刑事訴訟法 第4版』有斐閣（有斐閣アルマ）、2015年。ISBN 978-4-641-12473-8。
  - 寺崎嘉博、田中開共著『刑事訴訟法 第5版』有斐閣（有斐閣アルマ）、2017年。ISBN 978-4-641-22050-8。
  - 寺崎嘉博、田中開共著『刑事訴訟法 第6版』有斐閣（有斐閣アルマ）、2020年。ISBN 978-4-641-22157-4。